# Pareuchiloglanis sichuanensis
Pareuchiloglanis sichuanensis är en fiskart som beskrevs av Ding, Fu och Ye, 1991. Pareuchiloglanis sichuanensis ingår i släktet Pareuchiloglanis och familjen Sisoridae. Inga underarter finns listade i Catalogue of Life.